# Монастырь Претория
Монасты́рь Претория или Монастырь темницы Христовой в Претории (греч. Ἱερά Μονή Πραιτωρίου; араб. دير دار الولاية وحبس المسيح‎) — мужской монастырь Иерусалимской православной церкви и место христианского паломничества в мусульманском квартале в Старом городе Иерусалима по дороге к Львиным воротам. Монастырь находится на второй остановке Крестного пути на Виа Долороза. Монастырь построен на месте, где, предположительно, находилась тюрьма, куда после суда Пилата был заключён Иисус Христос.

## Традиция
Согласно церковному преданию, сюда после суда Пилата был заключён Иисус Христос перед Его путём на Голгофу. В пространстве монастыря расположены тюрьма Христа, Вараввы и других разбойников. Углубление в скале и есть темница Христа, где есть скамья, на которой он сидел. Темница Вараввы — пещера с каменными лавками и вделанными в стену кольцами, к которым приковывали заключённых. Есть также резервуар Святой Елены, который использовался в качестве водопровода для тюрьмы. Здесь совершается в Страстную Пятницу последование Великих часов.

## История
Современный монастырь был построен в XVIII веке.